# Jaroslav Poláček
Jaroslav Poláček (5. dubna 1905, Plzeň – 5. ledna 1927, Plzeň) byl český fotbalista, útočník, československý reprezentant, předčasně zesnulý talent.

## Sportovní kariéra
Za československou reprezentaci odehrál jedno utkání, roku 1925 (přátelský zápas s Maďarskem). V lize hrál za Spartu Praha (1925–1926), získal s ní jeden mistrovský titul, v roce 1926. Nastoupil za ní k 80 zápasům (20 ligovým) a vstřelil 74 branek (21 ligových), absolvoval též slavný zájezd Sparty do USA roku 1926. Další úspěchy si již připsat nestihl, zemřel ve 21 letech na selhání ledvin. Na jeho přání ho pochovali v rudém dresu a s fotografií mužstva AC Sparty v rukou.
```
                     
SK Slavia Plzeň dorostenecký mistr republiky 1922
```